# 548624 Ekwerike
548624 Ekwerike este o planetă minoră (asteroid) din centura de asteroizi. A fost descoperită pe 15 septembrie 2010 la Charleston⁠(d) de . 
Obiectul prezintă o orbită caracterizată de o semiaxă mare de 2,9993801996288 UAi, o excentricitate de 0,080537886773499, o înclinație de 6,5464020492129 ° în raport cu ecliptica.